# Соловйов Сергій Олександрович (кінорежисер)
Сергій Олександрович Соловйов (25 серпня 1944, Кем, Карело-Фінська РСР, СРСР — 13 грудня 2021) — радянський і російський кінорежисер, сценарист, кінопродюсер, педагог; лауреат премії Ленінського комсомолу (1975) і Державної премії СРСР (1977), народний артист РФ (1993).

## Біографія

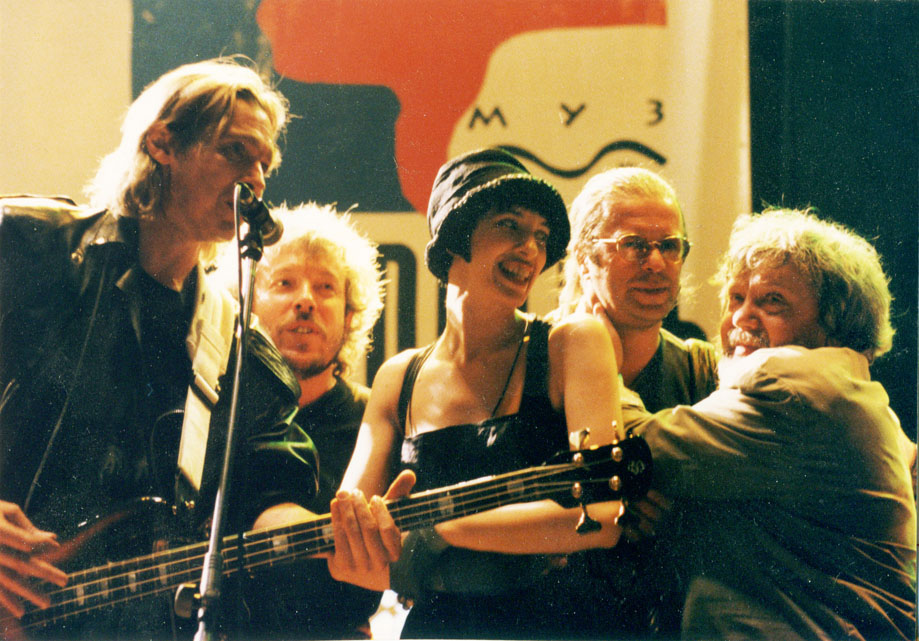
Сергій Соловйов (праворуч) з рок-музикантами Олександром Лосєвим, Андрієм Макаревичем, Наталею Пивоваровою та Борисом Гребєнщиковим. Тур « Голосуй, або програєш», 1996 рік

Сергій Соловйов народився 1944 року в місті Кем Карело-Фінської РСР у сім'ї військового. Його батько — Соловйов Олександр Дмитрович (1905—1956) був начальником особливого відділу НКВС однієї з частин Карельського фронту. Мати — Ніфонтова Калерія Сергіївна (1922—2001), ветеран німецько-радянської війни.
До шести років жив в Північній Кореї, куди після Другої світової війни направили його батька.
У 14-річному віці грав у виставі «Далечінь безмежна» за п'єсою Миколи Вірта у Великому драматичному театрі. На роль хлопчика юного Сергійка запросив Ігор Владимиров (працював на той час режисером-стажистом у ВДТ і поставив спектакль спільно з режисером Розою Сиротою), зустрівши його випадково на Невському проспекті. Прем'єра відбулася 15 листопада 1958 року.
Разом з однокласником Левом Додіним займався в Театрі Юнацької Творчості (ТЮТ) при Ленінградському палаці піонерів під керівництвом Матвія Дубровіна.
У 1960—1962 роках Сергій Соловйов працював на Ленінградському телебаченні робітником.
Закінчив режисерський факультет ВДІКу (майстерня Михайла Ромма і Олександра Столпера).
У 1969 році почав працювати на «Мосфільмі», дебютувавши як режисер в тому ж році двома новелами з оповідань Антона Чехова в кіноальманаху «Сімейне щастя».
На Вищих курсах сценаристів і режисерів з початку 1980-х рр. читає лекції з кінорежисури, у 1982—1984 роках керував майстернею дитячого фільму.
Член журі Венеціанського кінофестивалю в 1981 і 1987 роках.
У 1996 році був режисером туру передвиборної кампанії Бориса Єльцина під назвою «Голосуй, або програєш».
Сергій Соловйов викладає у ВДІКу на режисерському факультеті, керує режисерською та акторською майстернями, професор.
У 2002 році виступив ініціатором створення міжнародного фестивалю кінематографічних дебютів «Дух вогню» в Ханти-Мансійську і є його незмінним президентом.
У січні 2019 року в Москві почав роботу Театр-студія САС під керівництвом народного артиста Росії Сергія Соловйова.

### Особисте життя
- Перша дружина — Катерина Васильєва
- Друга дружина — Маріанна Кушнєрова
  - син Дмитро (6 жовтня 1974 — 12 лютий 2018)[9], актор, продюсер. Знявся в головній ролі у фільмі батька «Ніжний вік»[10]
- Третя дружина — Тетяна Друбич, зареєстрували шлюб у 1983 році, в 1989 році розлучилися
  - донька Анна Друбич (нар. 27 червня 1984[11]), композитор, піаністка. Проживає в Лос-Анджелесі (США)

## Творчість

### ТрилогіяДні / Рятувальник / Спадкоємиця
На початку своєї кар'єри Сергій Соловйов зняв трилогію «Сто днів після дитинства» (1975) / «Рятівник» (1980) / «Спадкоємиця по прямій» (1982). Ці ліричні фільми розповідають про перше підліткового кохання, а також у них звучить музика Ісаака Шварца.

### ТрилогіяАсса / Емблема / Будинок
Сергій Соловйов — творець відомої трилогії «Асса» (1987) / «Чорна троянда — емблема печалі, червона троянда — емблема кохання» (1989) / «Будинок під зоряним небом» (1991) . У цих фільмах відображена атмосфера останніх років існування СРСР. Фільм «Асса» став одним з яскравих подій в культурному житті СРСР часів перебудови і «культовим» для радянського рок-руху, завдяки використанню в звуковій доріжці композицій груп « Аквариум», «Кино», «Браво» та участі у фільмі Віктора Цоя.

### ТрилогіяАсса / Асса-2 / Кареніна
Пізніше Сергій Соловйов також об'єднав свої фільми «Асса», «2-Асса-2» (2008) і «Анна Кареніна» (2009) в трилогію. Фільм «2-Асса-2» став продовженням стрічки «Асса» і своєрідним повнометражним «трейлером» до «Анни Кареніної», з якою пов'язаний за змістом. «Анна Кареніна», що знімалася досить тривалий час, існує в двох варіантах — як повнометражний кінофільм і п'ятисерійний телевізійний серіал. Сам режисер каже, що два варіанти «Анни Кареніної» — це два різних фільми.

### Співпраця з акторами
Сергій Соловйов відомий як режисер, у якого є своя акторська «обойма». Цілий ряд акторів знімався у нього неодноразово. Музою режисера в багатьох фільмах, починаючи з картини «Сто днів після дитинства», була Тетяна Друбич. Можна також відзначити творчі відносини з Людмилою Савельєвою, Світланою Тормаховою, Олександром Башировим, Олександром Абдуловим, Іллею Івановим, Олександром Збруєвим.

### Фільмографія
| 1966 | Погляньте на обличчя (документальний)                             |            | Green tick |            |            |                                           |
| 1967 | Повернення (короткометражний)                                     |            | Green tick |            |            |                                           |
| 1969 | Сімейне щастя (новели «Знічев'я» і «Пропозиція»)                  | Green tick | Green tick |            |            |                                           |
| 1971 | Єгор Буличов та інші                                              | Green tick | Green tick |            |            |                                           |
| 1972 | Станційний доглядач                                               | Green tick | Green tick |            |            |                                           |
| 1975 | Сто днів після дитинства                                          | Green tick | Green tick |            |            |                                           |
| 1976 | Мелодії білої ночі                                                | Green tick | Green tick |            |            |                                           |
| 1980 | Рятівник                                                          | Green tick | Green tick |            |            |                                           |
| 1982 | Спадкоємиця по прямій                                             | Green tick | Green tick |            |            |                                           |
| 1982 | Обрані                                                            | Green tick | Green tick |            |            |                                           |
| 1983 | Когда играли Баха (короткометражний)                              |            | Green tick |            |            |                                           |
| 1986 | Чужа біла і рябий                                                 | Green tick | Green tick |            |            |                                           |
| 1987 | Асса                                                              | Green tick | Green tick |            | Green tick | один з глядачів в натовпі на концерті Цоя |
| 1988 | Чорний чернець                                                    |            | Green tick |            |            |                                           |
| 1989 | Чорна троянда — емблема печалі, червона троянда — емблема кохання | Green tick | Green tick |            | Green tick | камео                                     |
| 1989 | Дні людини                                                        |            | Green tick |            |            |                                           |
| 1989 | Смиренний цвинтар                                                 |            |            |            | Green tick | епізод                                    |
| 1991 | Будинок під зоряним небом                                         | Green tick | Green tick |            |            |                                           |
| 1991 | Геній                                                             |            |            |            | Green tick | камео                                     |
| 1993 | Тюремний романс                                                   |            | Green tick |            |            |                                           |
| 1994 | Три сестри                                                        | Green tick | Green tick |            |            |                                           |
| 1994 | Іван Тургенєв. Метафізика любові (не був завершений)              | Green tick | Green tick |            |            |                                           |
| 2000 | Ніжний вік                                                        | Green tick | Green tick |            | Green tick | камео                                     |
| 2000 | Бременські музики&Co                                              |            | Green tick |            |            |                                           |
| 2002 | Тяжіння                                                           |            |            |            | Green tick | епізод                                    |
| 2003 | Про кохання                                                       | Green tick | Green tick | Green tick |            |                                           |
| 2007 | 2-Асса-2                                                          | Green tick | Green tick | Green tick |            |                                           |
| 2009 | Анна Кареніна                                                     | Green tick | Green tick | Green tick |            |                                           |
| 2010 | Однокласники                                                      | Green tick | Green tick | Green tick |            |                                           |
| 2016 | Ке-ди                                                             | Green tick | Green tick | Green tick |            |                                           |
| 2019 | Уті-уті-уті (короткометражний)                                    | Green tick |            |            | Green tick | старий рибалка                            |
| 2019 | А хто не любить Генделя, той отримає пенделя (короткометражний)   | Green tick |            |            |            |                                           |

### Театральні постановки
- 1993 — Дядя Ваня (Малий театр)
- 1994 — Чайка (Театр «Співдружність акторів Таганки»)

### Авторські програми на телебаченні
- «SAS» (1990-ті роки)
- «САС. Ті, з якими я…» (з 2010 року)

## Нагороди та звання
- Орден «За заслуги перед Вітчизною» IV ступеня (21 грудня 2005 року) — за великий внесок у розвиток вітчизняної культури і мистецтва, багаторічну творчу діяльність[17]
- Орден Дружби (6 грудня 2019 року) — за великий внесок у розвиток вітчизняної культури і мистецтва, багаторічну плідну діяльність[18]
- Народний артист Російської Федерації (16 грудня 1993 року) — за великі заслуги в галузі кіномистецтва[19]
- Заслужений діяч мистецтв РРФСР (31 грудня 1976 року) — за заслуги в галузі радянського кіномистецтва[20]
- Подяка Президента Російської Федерації (6 серпня 2009 року) — за великий внесок у розвиток вітчизняного кінематографічного мистецтва і багаторічну творчу діяльність[21]
- Подяка Президента Російської Федерації (11 липня 1996 року) — за активну участь в організації та проведенні виборчої кампанії Президента Російської Федерації в 1996 році[22]
- 1972 — Станційний доглядач — Гран-прі Венеціанського фестивалю телевізійних фільмів
- 1975 — Сто днів після дитинства — «Срібний ведмідь» за найкращу режисуру, Берлінський кінофестиваль[23]; Державна премія СРСР, Премія Ленінського комсомолу[24]
- 1980 — Рятівник — Special Jury Citation, Венеціанський кінофестиваль
- 1986 — Чужа біла і рябий — Спеціальний приз журі, Венеціанський кінофестиваль
- 1983 — Спадкоємиця по прямій — Золота медаль, кінофестиваль дитячих фільмів в Салерно, Італія
- 1987 — Асса — Спеціальний приз журі на МКФ в Сан-Себастьяні
- 2009 — На Єреванському міжнародному кінофестивалі «Золотий абрикос» був удостоєний спеціальної премії «майстер своєї справи»
- 2016 — Приз за внесок до світового кінематографу на Московському міжнародному кінофестивалі